# Distrito de Capacmarca
El distrito peruano de Capacmarca es uno de los ocho distritos de la Provincia de Chumbivilcas, ubicada en el Departamento de Cuzco, bajo la administración el Gobierno regional del Cuzco. 
El Papa Juan XXIII segregó de la Arquidiócesis del Cusco, las Provincias civiles de Canchis, Canas, Espinar y Chumbivilcas y con ellas creó la Prelatura de Sicuani, haciéndola sufragánea del Cusco, mediante la Constitución Apostólica "Universae Ecclesiae" del 10 de enero de 1959.

## Historia
El distrito fue creado mediante Ley del 2 de enero de 1855, dado en el gobierno del Presidente Ramón Castilla.

## Geografía
Está ubicado en 3 584 m s. n. m., posee clima templado y producen toda clase de productos.
buen lugar para el turismo.

## COMUNIDADES
cochapata
tahuay
sayhua
huascabamba
ocho de agosto

## Autoridades

### Municipales
2019-2022 
ALCALDE: Richard Leon Vega
- 2015-2018[2]

2015-2018
- - ALCALDE: David Monge Hurtado
  - REGIDORES: Juan Quispe Peñafiel,(TYL) Jorge Davalos Zambrano,(TYL) Ana Lucia Cruz Cjuno, Samuel Chiara Peñafiel, Timoteo Taipe Luna.(Movimiento Regional Tawantinsuyo)

2011-2014
- - Alcalde: Marcos Huamaní Fuentes, del Movimiento Regional Inka Pachakuteq.
  - Regidores: Francisco Quispe Yupanqui (Pachakuteq), Florencio Champi Quispe (Pachakuteq), Magno Carrión Chiara (Pachakuteq), Elena Gamarra Guzmán (Pachakuteq), Julián Amílcar Quispe Corpuna (Gran Alianza Nacionalista).
- 2007-2010
  - Alcalde: John Abel Chávez Nina.

### Religiosas
- Obispo Prelado de Sicuani: Monseñor Miguel La Fay Bardi, Orden Carmelita.

## Festividades
- Carnavales.
- Semana Santa.
- Virgen de la Asunión.